# Pazifische Hurrikansaison 1994
Die pazifische Hurrikansaison 1994 begann offiziell am 15. Mai im östlichen und am 1. Juni im mittleren Pazifischen Ozean. Sie endete in beiden Becken am 30. November 1994. Diese Daten beschränken üblicherweise den Zeitraum des Jahres, in dem sich im nordöstlichen Pazifik die meisten tropischen Wirbelstürme bilden. Der erste Sturm bildete sich am 18. Juni, das letzte System löste sich am 26. Oktober auf. Die Saison, in der sich zweiundzwanzig tropische Systeme im nördlichen Pazifik östlich der Datumsgrenze bildeten, war die letzte Saison einer Phase größerer Hurrikanaktivität. Bis auf zwei entwickelten sich alle Systeme zu tropischen Stürmen oder Hurrikanen.
Bemerkenswert an dieser Saison ist die ungewöhnliche Häufung von sehr intensiven Stürmen. Die Hurrikane Emilia, Gilma, John und Olivia erreichten alle eine Zentralluftdruck von weniger als 930 mbar (hPa). Von der Dauer her hat kein anderer tropischer Wirbelsturm weltweit seit Beginn der Wetteraufzeichnungen so lange existiert, wie Hurrikan John. Hurrikan Rosa war der einzige tropische Sturm oder Hurrikan der Saison mit Landfall.

## Saisonüberblick
In der Saison bildeten sich im Pazifik zweiundzwanzig tropische Wirbelstürm östlich der Datumsgrenze, von denen bis auf zwei sich alle mindestens zu einem tropischen Sturm entwickelten. Östlich des 140° westlichen Längengrades bildeten sich 19 tropische Tiefdruckgebiete, von denen 17 zu benannten Stürmen wurden. Neun davon erreichten Hurrikanstärke, darunter fünf schwere Hurrikane, also solche, die mindestens die Kategorie 3 auf der Saffir-Simpson-Hurrikan-Windskala erreichen. Diese Zahlen liegen über dem langjährigen Durchschnitt von fünfzehn tropischen Stürmen, neun Hurrikanen und vier schweren Hurrikanen.
Im Verantwortungsbereich des Central Pacific Hurricane Centers – zwischen 140° westlicher Länge und der Datumsgrenze – bildeten sich drei Tiefdruckgebiete, zwei davon entwickelten sich zu tropischen Stürmen und eines zum Hurrikan. Insgesamt existierten im Zentralpazifik elf Systeme, acht benannte Stürme, fünf Hurrikane und drei schwere Hurrikane. Diese Zahlen liegen deutlich über dem mathematischen Durchschnitt, dessen gerundete Werte vier tropische Systeme mit zwei Hurrikanen, einem tropischen Sturm und zwei Tiefdruckgebieten bilden. Diese äußerst hohe Aktivität ist auch auf einen starken El Niño zurückzuführen.
Der einzige benannte Sturm mit Landfall war Hurrikan Rosa, durch den in Mexiko mehrere Personen getötet wurden. Andere nennenswerte Stürme waren Hurrikan Olivia, einer der intensivsten pazifischen Hurrikane, die drei Kategorie-5-Hurrikane Emilia, Gilma und John, der wie auch Hurrikan Li in allen drei tropischen Wirbelsturmbecken im Pazifischen Ozean existierte.
Die Saison war der Schwanengesang auf die bislang letzte Periode aktiver Hurrikansaisons im Pazifischen Ozean. Diese hatte 1982 begonnen, und umfasste die fünf aktivsten Hurrikansaisons, die seit dem Beginn der Satellitenbeobachtung aufgezeichnet wurden und endete 1994. Die über mehrere Jahrzehnte bestehenden Einflussfaktoren wechselten ab 1995 in eine Phase, in der die pazifische Hurrikansaktivität unterdrückt ist. Seitdem waren die pazifischen Hurrikansaisons weitgehend wenig aktiv.

### Wetterrekorde
Die Hurrikansaison 1994 im Pazifischen Ozean setzte mehrere Wetterrekorde. Erstmals erreichten drei Hurrikane die Kategorie 5 auf der Saffir-Simpson-Hurrikan-Windskala. Dieser Wetterrekord wurde 2002 eingestellt. (Das National Hurricane Center geht im Gegensatz zum Central Pacific Hurricane Center nicht davon aus, dass Emilia die Kategorie 5 erreicht hat.) Zwei Systeme existierten in allen drei Becken des nördlichen Pazifischen Ozeans; in keinem anderen Jahr seit Beginn der Aufzeichnungen war dies der Fall. Hurrikan John war der tropische Wirbelsturm mit der längsten Zeitdauer und der längsten Zugbahn weltweit. Im mittleren Pazifik bestanden elf tropische Wirbelstürme, damit wurde der vorherige Rekordwert der Saison 1992 eingestellt. Von den vier intensivsten aufgezeichneten Hurrikanen im Zentralpazifik traten drei in der Saison 1994 auf.

## Stürme

### Tropischer Sturm Aletta
Das tropische Tiefdruckgebiet Eins-E bildete sich am 18. Juni und intensivierte sich zum Tropischen Sturm Aletta am nächsten Tag. Dieser intensivierte sich weiter und erreichte am 20. Juni seine größte Intensität. Vertikale Windscherung führte dazu, dass sich der Sturm danach abzuschwächen begann. Das System löste sich am 23. Juni auf. Das Resttief konnte allerdings auf Satellitenbildern noch mehrere Tage verfolgt werden, bevor es schließlich nördlich von Hawaii völlig verschwand. Aletta hatte keine Auswirkungen an Land und deswegen gibt es keine berichteten Verluste an Menschenleben oder Sachschäden.
Tropisches Tiefdruckgebiet Eins-E verstärkte sich zum Tropischen Sturm Aletta am 19. Juni. Dieses Datum ist das viertspäteste Datum, an dem sich seit 1966 in östlichen pazifischen Becken ein tropischer Sturm gebildet hat.

### Tropischer Sturm Bud
Das zweite tropische Tiefdruckgebiet der Saison bildete sich am 27. Juni etwa 925 km südsüdwestlich der Südspitze Niederkaliforniens. Das Tiefdruckgebiet wanderte zunächst in westnordwestlicher Richtung, drehte dann aber nach Nordwesten und verstärkte zum Tropischen Sturm Bud. In der Frühe des folgenden Tages erreichte Bud seine größte Intensität. Windscherung, die durch ein nahegelegenes Höhentief verursacht wurde, schwächte Bud langsam ab. Spät am 28. Juni bildete sich ein zweites Zirkulationszentrum. Ein Fujiwhara-Effekt war erkennbar, bis das zweite Zentrum schließlich dominierte und das erste verschwand. Diese etwa konfuse Struktur des Sturmes war ähnlich zu der Entwicklung des Tropischen Sturms Arlene im Jahr 1993. Sie führte zu der Abschwächung Buds zum tropischen Tiefdruckgebiet, als sich das zweite Zirkulationszentrum bildete. Bud wanderte schließlich westwärts und löste sich am 29. Juni auf. Bud verbrachte die Zeit seiner Existenz vollständig über dem offenen Ozean und blieb weit vom Land entfernt. Somit wurden keine Schäden oder Opfer gemeldet.

### Hurrikan Carlotta
Ein tropisches Tiefdruckgebiet, aus dem sich dann schnell der Tropische Sturm Carlotta entwickelte, bildete sich am 28. Juli. Nachdem Carlotta ein Auge entwickelte, stufte das NHC den Sturm zu einem Hurrikan auf. Als solcher erreichte Carlotta am 1. Juli den Höhepunkt mit Windgeschwindigkeiten von 165 km/h. Über kühlerem Wasser schwächte sich der Hurrikan stufenweise ab und löste sich am 5. Juli auf, ohne das Festland gefährdet zu haben.
Carlotta erreichte auf Socorro am 30. Juni andauernde Winde von 65 km/h.

### Tropischer Sturm Daniel
Am 8. Juli entwickelte eine Störung etwa 1600 km südwestlich der Südspitze Niederkaliforniens eine Zirkulation und wurde somit zum Tropischen Tiefdruckgebiet Vier-E. Die atmosphärische Konvektion nahm zu und das System verstärkte sich zum Tropischen Sturm Daniel. Die Ausströmung in der Höhe verbesserte sich und Daniel erreichte am 9. Juli seine höchste Intensität. Diese ging langsam zurück, als Daniel weiter westwärts zog. Er gelangte am 11. Juli in den Zentralpazifik. Windscherung schwächte Daniel bei der Annäherung an Hawaii ab und am 15. Juli hatte sich Daniel zu einer offenen Welle degeneriert.
Als sich Daniel Hawaii annäherte, traf am 13. und 14. Juli eine mäßige Brandung auf die südlichen und südöstlichen Ufer von Big Island. Daniels Resttief zog am 15. Juli etwa 160 km südlich von Ka Lae vorbei. An diesem Tag verursachte das Resttief Regenfälle an den windzugewandten Seiten der Insel, der sich örtlich auf 125 mm summiert. Dennoch wurden keine schädlichen Auswirkungen durch Daniel gemeldet.

### Hurrikan Emilia
Am 16. Juli organisierte sich ein Tiefdruckgebiet, das in Verbindung mit einer tropischen Welle stand, zum fünften tropischen Tiefdruckgebiet im östlichen pazifischen Becken. Es verstärkte sich im Tagesverlauf zum Tropischen Sturm Emilia, der sich auf seinem westnordwestlichen Kurs zum Hurrikan verstärkte. Als solcher gelangte Emilia am 17. Juli in den Zentralpazifik, intensivierte sich weiter und erreichte am 19. Juli die Kategorie 5, dem ersten Kategorie-5-Hurrikan seit Ava. Emilia begann am 21. Juli mit einer schnellen Abschwächung; Emilia schwächte sich am 23. Juli zum tropischen Sturm ab und löste sich zwei Tage später auf.
Emilia zog an den Hawaii-Inseln südlich vorbei und verursachte an den Küsten Punas und Kaʻūs 180–300 cm hohe Wellen. Der Wind führte zu leichteren Schäden und der Regen war mäßig. Personen wurden nicht getötet.

### Tropischer Sturm Fabio
Ein tropisches Tiefdruckgebiet bildete sich am 19. Juli. Im Tagesverlauf intensivierte sich das System zum Tropischen Sturm Fabio. Dieser zog allgemein westwärts oder nordwestwärts. Er gelangte als tropisches Tiefdruckgebiet in den mittleren Pazifischen Ozean und löste sich am 24. Juli auf.
Fabios Resttief verursacht auf Hawaii heftige Niederschläge, die sich auf 75–100 mm summierten, es entstanden jedoch keine Schäden.

### Hurrikan Gilma
Ein Teil einer tropischen Welle organisierte sich am 21. Juli zu einem tropischen Tiefdruckgebiet. Dies wanderte westwärts auf die offene See hinaus und verstärkte sich da am nächsten Tag zu einem tropischen Sturm. Gilma intensivierte sich rapide und wurde nach genau vierundzwanzig Stunden Existenz als tropischer Sturm zu einem Hurrikan. Als solcher erreichte Gilma den Zentralpazifik, wo sich der Hurrikan weiter intensivierte und schließlich als zweiter Hurrikan der Saison die Kategorie 5 der Saffir-Simpson-Hurrikan-Windskala erreichte. Aus unerklärten Gründen schwächte sich Gilma plötzlich am 27. Juli zum tropischen Sturm ab, drei Tage später zum tropischen Tief, das sich am 31. Juli auflöste. Hurrikan Gilma hatte geringere Auswirkungen auf das Johnston-Atoll, wo es regnete und die Winde Sturmstärke erreichten, und die Wellen hoch schlugen. Im Zusammenhang mit Gilma gibt es keine Meldungen über Schäden und Opfer.
Hurrikan Gilma war zum damaligen Zeitpunkt der zweitintensivste Hurrikan im Pazifischen Ozean; per 2008 liegt Gilma an sechster Stelle. Gilma ist der stärkste Julisturm, der sich im östlichen und mittleren Pazifik gebildet hat.

### Hurrikan Li
Eine tropische Störung südlich von Cabo San Lucas organisierte sich am 31. Juli zum Tropischen Tiefdruckgebiet Acht-E. Es wanderte west-nordwestwärts, ohne sich wesentlich zu verstärken, bevor es am 2. August in den Zentralpazifik gelangte. Acht-E entwickelte ein zweites Zirkulationszentrum, das schließlich dominierte, bevor das Tiefdruckgebiet schließlich von der innertropischen Konvergenzzone erfasst wurde Acht-E wurde dann disorganisiert und wies mehrere Zirkulationszentren auf. Am 5. August wurden die Sturmwarnungen eingestellt. Die Reste des Tiefdruckgebietes wanderten weiter nach Westen, passierten Hawaii weit im Süden. Am 8. August konnte sich das Tiefdruckgebiet regenerieren und intensivierte sich schon bald zum Tropischen Sturm Li. Li näherte sich der Datumsgrenze auf einem im Großen und Ganzen westlichen Kurs. Kurz vor Erreichen der Datumsgrenz intensivierte sich Li in einen Kategorie-1-Hurrikan. Er überquerte die Datumsgrenze am 12. August und wurde im westlichen Pazifischen Ozean zum Taifun. Windscherung durch einen tropischen Trog in der oberen Troposphäre verursachte die Abschwächung und das Joint Typhoon Warning Center stufte Li mit seiner ersten Sturmwarnung zu einem tropischen Sturm zurück. Li blieb bis zum 16. August ein tropischer Sturm, schwächte sich dann zu einem Tiefdruckgebiet ab und löste sich nach einer Kurve am 18. August auf. Auf Wake führt "o zu Schauern, hatte aber sonst keine Auswirkungen auf Land. Es gibt keine Meldungen von durch Li verursachten Sachschäden oder von Verlusten an Menschenleben.
Hurrikan Li ist einer von nur sechs tropischen Wirbelstürmen, die in allen drei Wirbelsturmbecken des Pazifischen Ozeans existierten. Er ist einer von den dreien, die sich im östlichen Pazifik gebildet haben, aber erst im Zentralpazifik benannt wurden – die beiden anderen sind Lala und Iniki. Die Frage, ob Li tatsächlich beides getan hat, lässt sich nicht ganz einfach beantworten. Obwohl die ersten Beobachtungen durch das National Hurricane Center für das Tropische Tiefdruckgebiet Acht-E ausgegeben wurden, hat der erste Datenpunkt von Li in der offiziellen Datenbank einen Längengrad von 140° westlicher Länge, also genau auf der Grenze zwischen dem östlichen und mittleren Pazifischen Ozean. Die vorläufigen Daten enthalten jedoch eine Reihe von Position östlich dieser Linie. Der Status von Li als ostpazifischer Sturm ist insofern etwas strittig.

### Tropischer Sturm Hector
Am 7. August bildete sich aus einer tropischen Welle einige hundert Kilometer südlich von Niederkalifornien ein tropisches Tiefdruckgebiet, das sich schnell zum Tropischen Sturm Hector entwickelte. Dieser zog parallel zur Küste Mexikos hin, schwächte sich ab und löste sich am 10. August auf. Im Zusammenhang mit Hector wurden keine Schäden gemeldet.
Ursprünglich wurde vorausgesagt, dass sich der Sturm der Halbinsel Niederkalifornien nähern würde, weswegen für die Küste am 8. August Sturmwarnungen ausgegeben wurden, die allerdings im Tagesverlauf aufgehoben werden konnten. Hectors wesentliche Auswirkungen erfolgten in Form von Regen. Der tropische Sturm lud über der Küste und im Landesinneren Mexikos eine nichtzusammenhängende Zone schwerer Regenfälle ab. Die höchsten Niederschlagsmengen wurden mit 200 ;mm am Cerro de Ortega in Ixtlahua und mit 193 mm in Caduano, Santiago gemessen. Dennoch wurden keine von Hector verursachten Schäden an Sachen oder Personen gemeldet.

### Tropisches Tiefdruckgebiet Eins-C
Eine Wetterstörung organisierte sich am 9. August etwa 1190 km südöstlich von Hilo zum Tropischen Tiefdruckgebiet Eins-C. Dieses wanderte westwärts, ohne sich zu intensivieren und löste sich am 14. August auf.
Die Feuchtigkeit des Systems führte über Hawaii zu ausgedehnten Regenfällen, die sich auf 380 mm summierten. Sturzfluten blockierten alle wichtigen Straßen in Hilo; diese Überflutungen wurden als die schlimmsten seit vierzig Jahren beurteilt. Der Regen zerstört zwei Häuser und beschädigt 214, 14 davon schwer. Auch Straßen und gewerbliche Objekte wurden in Mitleidenschaft gezogen. Der Schaden auf der Insel summierte sich auf 5 Millionen US-Dollar (1993). Auch auf Maui kam es zu überflutungen, Erdrutsche blockierten Abschnitte des Hana Highways. Die Niederschläge durch Eins-C sind auf der Liste der niederschlagsreichsten tropischen Wirbelstürme auf Hawaii an siebter Stelle.

### Hurrikan Ileana
Eine Störung mit Ursprung in der innertropischen Konvergenzzone entwickelte verschiedene Zirkulationszentren. Nachdem sie sich organisierte, löste sie sich und wurde am 10. August als Tropisches Tiefdruckgebiet Elf-E klassifiziert, als sich das System etwa 1100 km süd-südöstlich von Baja California Sur befand. Zum Zeitpunkt der zweiten Sturmbeobachtungsrunde wurde das System zum Tropischen Sturm Ileana hochgestuft, gleichzeitig mit John, dem nächsten entstanden Sturm. Ein Auge entstand und am 12. August wurde Ileana zum Hurrikan. Gleich darauf gelangte Ileane über kühleres Wasser und war wachsender Windscherung ausgesetzt. Ileana schwächte sich am 13. August zu einem tropischen Sturm ab und war am nächsten Tag nur noch als ein zerfallender bodennaher Wirbel von Regenwolken etwa 840 km westlich von Punta Eugenia ausmachbar. Zwar zog Ileana an der Küste Mexikos entlang, aber da nicht erwartet wurde, dass Winde in Stärke eines tropischen Sturmes die Küste erreichten, wurden keine konkreten Sturmwarnungen ausgegeben. Im Zusammenhang mit Ileana wurden keine Schäden an Personen und Sachen gemeldet.

### Hurrikan John
Südlich von Mexiko bildete sich am 11. August das Tropische Tiefdruckgebiet Zehn-E. Es wanderte allgemein in westlicher Richtung und wurde zwölf Stunden nach seiner Bildung zum Tropischen Sturm John hochgestuft. Während seines weiteren Zuges nach Westen war die Johns Intensität wechselhaft, er konnte allerdings den Status eines tropischen Sturmes stets halten. Am 20. August begann eine stetige Intensivierung, und als John in den mittleren Pazifik gelangte, war John ein schwerer Hurrikan. Er zog weiter westwärts und erreichte am 23. August die Kategorie 5. Er zog etwa 400 km südlich an Hawaii vorbei und passierte am 26. August das Johnston-Atoll direkt nördlich. John blieb ein Hurrikan, bis er am 28. August die Datumsgrenze überquerte und zu einem Taifun der Taifunsaison 1994 wurde. Nachdem sich John zum tropischen Sturm abgeschwächt hatte, schlug er eine Kurve ein, drehte eine Schleife, und nach einer weiteren Kurve gelangte John, inzwischen sich intensivierend, von Westen nach Osten über die Datumsgrenze hinweg wieder in den Zentralpazifik. Hurrikan John zog in nord-nordöstlicher Richtung, bis er am 10. September außertropisch wurde, einunddreißig Tage nach seiner Entstehung.
Vor der Ankunft des Hurrikans wurden 1100 Personen vom Johnston-Atoll evakuiert. Auf dem Atoll richtete der Wirbelsturm Schäden in Höhe von 15 Millionen US-Dollar (1994) an. Der Hurrikan führte zu keinen Personenschäden; außer dem Johnston-Atoll waren von John keine Landgebiete betroffen.
Hurrikan John war der am längsten andauernde tropische Wirbelsturm und der Wirbelsturm mit der längsten aufgezeichneten Zugbahn, der weltweit seit Beginn der Wetteraufzeichnungen beobachtet wurde. Er ist einer von nur sechs tropischen Wirbelstürmen, der in allen drei pazifischen Beobachtungsgebieten existierte. John war auch deswegen ein ungewöhnlicher Sturm, weil er die Datumsgrenze von Westen nach Osten überquerte und weil er sie mehrfach überquerte.

### Tropisches Tiefdruckgebiet Zwölf-E
Am 14. August hatte ein Konvektionsgebiet sich soweit organisiert, dass es als tropisches Tiefdruckgebiet klassifiziert wurde. Durch Johns ausgedehnte Zirkulation gesteuert, nahm man nicht an, dass sich das System wesentlich intensivieren würde, da es sich zu Nahe an kühlem Oberflächenwasser befand. Das System triftete dahin, erst nordwärts, dann nach Osten, nun wieder nach Norden und über Nordwesten schließlich nach Westen. Das National Hurricane Center erklärte das System am 15. August für aufgelöst. Das Tiefdruckgebiet hatte keine Landauswirkungen.

### Hurrikan Kristy
Am 28. August bildete sich das Tropische Tiefdruckgebiet Dreizehn-E etwa 2100 km südwestlich der Spitze Niederkaliforniens. Es wurde am 30. August zum Tropischen Sturm Kristy. Als Kristy in den Zentralpazifik gelangte, bildete sich ein Auge und Kristy intensivierte sich zum Hurrikan, der zwölf Stunden später zur Kategorie 2 gehörte und damit seine größte Intensität erreichte. Kristy schwächte sich aufgrund von Windscherung von da an kontinuierlich ab. Das System passierte Hawaii etwa 480 km südlich und löste sich am 5. September auf. Der niedrigste zentrale Luftdruck von Kristy ist unbekannt, die letzte Feststellung wurde noch im Verantwortungsbereich des NHCs Miami gemacht, als Kristy im östlichen Pazifik noch ein tropischer Sturm war.
Als sich der Sturm den Hawaii-Inseln näherte, wurden Warnungen vor starken Winden und hohen Wellen für Big Island ausgelöst, sturmbedingte Schäden oder Opfer wurden jedoch nicht festgestellt.

### Hurrikan Lane
Dieselbe tropische Welle, die im Atlantik bereits das Tropische Tiefdruckgebiet Fünf hervorgebracht hatte, wurde am 3. September zum Tropischen Tiefdruckgebiet Vierzehn-E. Es intensivierte sich rasch zum Tropischen Sturm Lane. Ein Hochdruckrücken mit Zentrum nördlich von Lane drängte diesen auf einen westlichen Kurs. Dadurch geriet Lane in sehr günstige Bedingungen für seine Entwicklung und Lane intensivierte sich. Als der Sturm Hurrikanstärke erreichte, begann eine Phase der rapiden Intensivierung, die ihn mit Windgeschwindigkeiten von 215 km/h zu einem Kategorie-4-Hurrikan machte. Der Hochdruckrücken zog nach Osten ab und machte so den Weg für Lane frei. Lane erreichte deswegen ungünstige Voraussetzungen und schwächte sich ab, bis er sich am 10. September auflöste.

### Tropischer Sturm Mele
Eine tropische Störung wurde am 6. September zum Tropischen Tiefdruckgebiet Zwei-C. Dieses erreichte am nächsten Tag die Stärke eines tropischen Sturmes und erhielt den Namen Mele. Dieser Name bedeutet in der hawaiischen Sprache Lied und es ist auch die hawaiische Form des englischen Frauennamens Mary. Mele wanderte in west-nordwestlicher Richtung, schwächte sich aber am 9. September zu einem tropischen Tief ab und löste sich im Tagesverlauf auf, ohne dass es sturmbedingt zu Zwischenfällen gekommen war.

### Tropischer Sturm Miriam
Miriam bildete sich am 15. September aus einer schwachen Störung. Diese intensivierte sich zum leichten Tropischen Sturm Miriam, der sich ohne weiter Entwicklung und ohne Auswirkungen zu haben am 21. September auflöste. Allerdings waren die Reste Miriams, nachdem sich das System in der Nähe von 140° W auflöste, noch für mehrere Wochen sichtbar.

### Tropischer Sturm Norman
Am 19. September bildete sich ein tropisches Tiefdruckgebiet, das sich am nächsten Tag zum Tropischen Sturm Norman intensivierte. Ursprünglich nach Westen wandernd, begann das System wegen eines Troges eine Kursänderung nach Norden und die Konvektion begann nachzulassen. Norman löste sich am 22. September auf, ohne Landauswirkungen gehabt zu haben.

### Hurrikan Olivia
Hurrikan Olivia entstand aus einer Störung, die sich am 19. September von der innertropischen Konvergenzzone gelöst hatte. Die Störung zog langsam westwärts und organisierte sich am 22. September etwa 1160 km südlich von Cabo San Lucas zum tropischen Tiefdruckgebiet. Das Tiefdruckgebiet wanderte west-nordwestwärts und verstärkte sich am 22. September zum tropischen Sturm. Dieser intensivierte sich stetig und wurde am 24. September zu einem Hurrikan. Hurrikan Rosa intensivierte sich rapide zu einem schweren Hurrikan, der in einer lockenartigen Bewegung nach Nordwesten strebte. Olivia erreichte am 25. September die größte Intensität mit einem zentralen Luftdruck von 923 hPa. In der Zwischenzeit hatte sich vor dem äußersten Süden Kaliforniens eine große Zyklone gebildet, die einen nordwärts gerichteten Pfad einschlug. Deswegen begann Olivia eine kleine antizyklonische Schleife, was zur Abschwächung des Hurrikans durch Windscherung führte. Als Olivia die Schleife vollendete, hatte sich der Hurrikan zu einem tropischen Sturm abgeschwächte. Als solcher zog er westwärts und schwächte sich am 28. September zum tropischen Tiefdruckgebiet ab; Olivia löste sich am nächsten Tag auf. Der Hurrikan hatte keine gemeldeten Auswirkungen auf Land.
Zur damaligen Zeit war Hurrikan Olivia der drittstärkste Hurrikan im Pazifischen Ozean und der zweitstärkste im östlichen pazifischen Becken. Seitdem haben einige weitere Hurrikane einen niedrigeren Luftdruck in ihrem Kern erreicht, Olivia ist derzeit der neuntstärkste pazifische Hurrikan und der siebtstärkste im östlichen Pazifischen Ozean. Olivia war auch der damals stärkste Hurrikan im September. Dieser Rekord wurde später durch Hurrikan Linda gebrochen. Olivia ist der stärkste pazifische Hurrikan, der nicht in die Kategorie 5 der Saffir-Simpson-Hurrikan-Windskala eingestuft war. Hurrikan Juliette erreichte 2001 genau denselben zentralen Luftdruck und rangiert deswegen an gleicher Stelle.

### Tropischer Sturm Paul
Ein nahezu stationäres Gebiet mit Gewittern und atmosphärischer Konvektion hing seit dem 15. September herum und entging der Zerstörung durch den Tropischen Sturm Miriam. Es entwickelte sich am 24. September zum Tropischen Tiefdruckgebiet Achtzehn-E. Das System befand sich zwischen dem Resttief Miriams und dem sich entwickelnden Hurrikan Olivia. Es wurde am Nachmittag des 25. Septembers zum Tropischen Sturm Paul, der seine stärkste Intensität zwei Tage später am 27. September erreichte. Dann begann Olivias Ausströmung in der Höhe auf Paul scherende Wirkung zu entfalten. Am 30. September zerstörte die Windscherung Paul vollständig. Der tropische Sturm bedrohte kein Landgebiet und demzufolge wurden durch ihn keine Sachschäden oder Verluste an Menschenleben gemeldet.

### Hurrikan Rosa
Ein Gebiet mit einer Wetterstörung organisierte sich am Mittag des 8. Oktobers in ein tropisches Tiefdruckgebiet. Das System hatte Schwierigkeiten, sich zu organisieren und die Sturmwarnungen wurden zeitweilig ausgesetzt. Der Zyklon wurde schließlich am 11. Oktober zum tropischen Sturm und erhielt den Namen Rosa. Rosa wanderte sehr langsam, bis ein Trog den Sturm schließlich nach Norden und später nach Nordosten steuerte. Rosa intensivierte sich rasch zu ihrer größten Stärke in der Kategorie 2 der Saffir-Simpson-Hurrikan-Windskala, kurz vor dem Landfall am Morgen des 14. Oktobers in der Nähe von La Concepción an der Küste Mexikos. Rosa zerfiel über den mexikanischen Bergen rasch und das verbleibende Wolkenfeld zog schnell nordwärts über die Vereinigten Staaten, wo es seine Feuchtigkeit verbreitete.
Vier Tote, jeweils zwei davon in den Bundesstaaten Nayarit und Durango, wurden gemeldet. Vier weitere wurden in Sinaloa vermisst. Die Getöteten sind alle ertrunken. Mehr als 10.000 Einwohner Nayarit wurden durch den Sturm betroffen, weil ihre Wohnungen und Häuser beschädigt oder zerstört wurden. Telefonmasten und das Stromnetz wurden in Sinaloa niedergerissen. Der Regen des Hurrikans verursachte in den bergigen Regionen Erdrutsche und Sturzfluten. In Jalisco mussten deswegen 400 Einwohner zweier Küstendörfer evakuiert werden. Die höchste Niederschlagsmenge wurde mit 358 mm in Mesa de Pedro Pablo gemessen. Die Feuchtigkeit, die durch Rosa in die Vereinigten Staaten gelangte, trug zu den Rekordregenfällen im südöstlichen Texas zwischen dem 15. und 19. Oktober bei. Dieses Starkregenereignis löste Überschwemmungen aus, in deren Verlauf 22 Personen getötet und mehr als 3000 Häuser zerstört wurden. Der Sachschaden dadurch belief sich auf etwa 700 Millionen US-Dollar.

### Tropischer Sturm Nona
Das Tropische Tiefdruckgebiet Drei-C bildete sich am 21. Oktober im Zentralpazifik. Es zog ungefähr vier Tage westwärts, bis es sich am 25. Oktober zum tropischen Sturm intensivierte. Das CPHC vergab den Namen „Nona“. Nona schwächte sich unmittelbar darauf wieder zum Tiefdruckgebiet ab. Westwinde in der Höhe zerstörten das System am 26. Oktober. Nona führte zu keinen Verlusten an Sachen oder Menschenleben. Nona war nur für sechs Stunden als tropischer Sturm eingestuft, die kürzeste mögliche Zeit.

## Saisonverlauf
Die Saison begann mit der Bildung des Tropischen Tiefdruckgebietes Eins-E a, 18. Juni und endete mit der Auflösung von Nona am 26. Oktober. Im Mai bildete sich kein benannter Sturm, drei entstanden im Juni, vier im Juli, fünf im August, sechs im September und zwei im Oktober. Im November bildete sich kein benannter Sturm. Insgesamt dauerte die pazifische Hurrikansaison 1994 von der Bildung des ersten bis zur Auflösung des letzten Systems 130 Tage.

### Accumulated Cyclone Energy (ACE)
| Accumulated Cyclone Energy | Accumulated Cyclone Energy | Accumulated Cyclone Energy | Accumulated Cyclone Energy | Accumulated Cyclone Energy | Accumulated Cyclone Energy |
| Rang                       | Name                       | ACE                        | Rang                       | Name                       | ACE                        |
| -------------------------- | -------------------------- | -------------------------- | -------------------------- | -------------------------- | -------------------------- |
| 1                          | John                       | 10,1 (43,9)                | 11                         | Ileana                     | 3,16                       |
| 2                          | Emilia                     | 1,72 (31,4)                | 12                         | Hector                     | 1,65                       |
| 3                          | Gilma                      | 5,80 (18,8)                | 13                         | Aletta                     | 1,42                       |
| 4                          | Olivia                     | 16,5                       | 14                         | Miriam                     | 1,30                       |
| 5                          | Lane                       | 12,7                       | 15                         | Paul                       | 1,22                       |
| 6                          | Carlotta                   | 10,5                       | 16                         | Mele                       | (0,980)                    |
| 7                          | Rosa                       | 6,21                       | 17                         | Fabio                      | 0,65                       |
| 8                          | Kristy                     | 1,02 (5,16)                | 18                         | Norman                     | 0,613                      |
| 9                          | Daniel                     | 2,91 (2,22)                | 19                         | Bud                        | 0,565                      |
| 10                         | Li                         | (4,48)                     | 20                         | Nona                       | (0,123)                    |
| Total: 78,0 (107)          |                            |                            |                            |                            |                            |

Die Accumulated Cyclone Energy (ACE) ist eine Maßzahl, mit der die Aktivität einer Wirbelsturmsaison verglichen werden kann. Sie wird dadurch berechnet, dass die alle sechs Stunden ermittelte Windgeschwindigkeit eines tropischen Wirbelsturmes quadriert wird. Diese Zahl wird kumuliert und schließlich durch 104 geteilt. Dabei werden nur tropische Wirbelstürme berücksichtigt, die mindestens die Windgeschwindigkeit eines tropischen Sturmes erreichten. Die Maßzahl wird auf drei signifikante Stellen angegeben. Für den östlichen Pazifik werden nur die Sturmwarnungen herangezogen, die ausgegeben wurden, als sich das Sturmzentrum zwischen dem 140. Grad westlicher Länge und dem amerikanischen Festland befand; die ACE-Werte für den Zentralpazifik (zwischen der Datumsgrenze und dem 140° westlicher Länge) sind in Klammern angegeben. Die Tabelle beinhaltet nicht die ACE für Li und John, als diese sich westlich der Datumsgrenze befanden, da diese Werte zur Taifunsaison 1994 gehören.
Das National Hurricane Center verwendet einerseits die kumulierte ACE aller tropischen Stürme zur Beurteilung, ob die Hurrikansaison unterdurchschnittlich, fast normal oder überdurchschnittlich aktiv war, andererseits die Zahl der Stürme. Im Pazifischen Ozean gilt nach dem NHC eine Hurrikan dann als unterdurchschnittlich aktiv, wenn der ACE niedriger als 95 × 104 kn2 ist; als über dem Durchschnitt liegend gilt eine ACE-Summe von mehr als 150 × 104 kn2 und wenigstens zwei der folgenden drei Werte überschritten sind: 15 tropische Stürme, 9 Hurrikane, 4 schwere Hurrikane. Als fast normal gilt eine Hurrikansaison mit einer ACE-Summe zwischen 100 und 150 × 104 kn2 oder, falls der ACE höher als 150 × 104 kn2 ist, wenn maximal ein Wert der durchschnittlichen Anzahl der Stürme überschritten ist.
Im östlichen und mittleren Pazifischen Ozean sind 1994 siebzehn tropische Stürme aufgetreten, von denen sich neun zu Hurrikanen entwickelten, darunter fünf schwere Hurrikane. Die ACE der Saison beläuft sich auf 185 104 kn2. Damit war diese Saison überdurchschnittlich aktiv.

## Sturmnamen
Die folgenden Namen wurden für Stürme verwendet, die sich 1994 im östlichen und mittleren Pazifischen Ozean bildeten; nicht verwendete Namen sind in gray markiert. Von der Liste der Namen tropischer Wirbelstürme wurden nach der Saison keine dieser Namen gestrichen, sodass die Liste unverändert in der pazifischen Hurrikansaison 2000 erneut verwendet wurde. Die Liste ist fast identisch mit der während der pazifischen Hurrikansaison 1988 verwendeten – lediglich Ileana hat Iva ersetzt.
| - Aletta - Bud - Carlotta - Daniel - Emilia - Fabio - Gilma - Hector | - Ileana - John - Kristy - Lane - Miriam - Norman - Olivia - Paul | - Rosa - Sergio (nicht verwendet) - Tara (nicht verwendet) - Vicente (nicht verwendet) - Willa (nicht verwendet) - Xavier (nicht verwendet) - Yolanda (nicht verwendet) - Zeke (nicht verwendet) |

Außerdem wurden drei Sturmnamen von der Liste für den mittleren Pazifik verwendet – Li, Mele und Nona. Alle drei wurden zum ersten Mal verwendet.